# Pamela o la virtud recompensada
Pamela o la virtud recompensada (Pamela, or Virtue Rewarded) es una novela epistolar escrita por Samuel Richardson y publicada por primera vez en 1740. 

## Argumento
Su título completo, bastante prolijo, pero que declara bien la intención comercial de la primera obra de su editor y autor es, en realidad, Pamela o la virtud recompensada, colección de cartas familiares, escritas por una bella joven a sus padres y publicadas para cultivar los principios de la virtud y de la religión en el espíritu de los jóvenes de ambos sexos; obra verdaderamente fundamental y que, al propio tiempo que entretiene agradablemente con su variedad de incidentes curiosos y emocionantes, está enteramente expurgada de todas esas imágenes que, en muchos libros escritos para mera diversión, tienden a inflamar el corazón en vez de educarlo. Cuenta en primera persona la historia de una virtuosa doncella llamada Pamela Andrews y su modesta delicadeza y determinación para rechazar a su amo, el señor B., que intenta seducirla con proposiciones deshonestas, dinero, trampas y acosos. Ella resiste como puede, se escabulle, intenta suicidarse y, finalmente, agotados todos sus recursos, el joven amo da muestras de cambiar de actitud, consigue reformarlo y él demuestra su sinceridad proponiéndole matrimonio; con la feliz boda termina la primera parte.
En la segunda parte de la novela, Pamela intenta acomodarse a la alta sociedad y edificar una relación exitosa con su esposo. Narrada a través de sus cartas y diario, Pamela es considerada como una influencia seminal de la orientación de la novela hacia el análisis psicológico y el autoexamen. 
Cuando Richardson comenzó a escribir Pamela, lo concibió como un libro de conducta, tipo de libro que puede ser considerado como el precursor de los libros de etiqueta y de autoayuda actuales. Pero conforme avanzó en su labor, la serie de cartas se convirtieron en una historia. Richardson decidió escribir en un género diferente, la novela. Perseguía un propósito moral, exponiendo un ejemplo de virtud tal como era entendido en el siglo XVIII; pero quería instruir al tiempo que entretenía al lector. De hecho, la mayor parte de las novelas de mediados del siglo XVIII y hasta bien entrado el siglo XIX, siguieron esta tendencia, reclamando legitimidad a través de su capacidad para enseñar y entretener a un tiempo. 
El nombre de la heroína fue tomado de la Arcadia de Sir Philip Sidney.

## Novela epistolar
La novela de tipo epistolar, esto es, aquella escrita como una serie de cartas, se hizo extremadamente popular durante el siglo XVIII gracias precisamente a la Pamela de Richardson. La forma epistolar era una innovación, fuente de gran orgullo para el autor de Pamela. Así, Richardson ayudó a reinventar un género literario que había alcanzado una reputación bastante dudosa. Los autores de esta época consideraban que la carta permitía al lector acceder a los pensamientos del personaje.
En la novela, Pamela escribe dos clases de cartas. Al principio, mientras decide cuánto permanecer en la casa del señor B. después de la muerte de la madre de éste, escribe a sus padres relatando sus diversos dilemas morales y pidiéndoles consejo. Después de que el señor B. la rapte y la tenga secuestrada en su casa de campo, sigue escribiendo cartas a sus padres, pero debido a que no está segura de que las reciban alguna vez, se las considera más bien un diario. 
Es el ejemplo por excelencia de la novela psicológica, pues en Pamela, el lector percibe casi exclusivamente los pensamientos y cartas de Pamela, impidiendo acceder a otros personajes; solo vemos la percepción que tiene Pamela de ellos. En otras novelas de Richardson, como Clarissa (1748) y Sir Charles Grandison (1753), el lector tiene conocimiento de cartas de varios personajes y por lo tanto puede valorar con mayor efectividad las motivaciones y valores morales de cada uno de ellos.

## Recepción

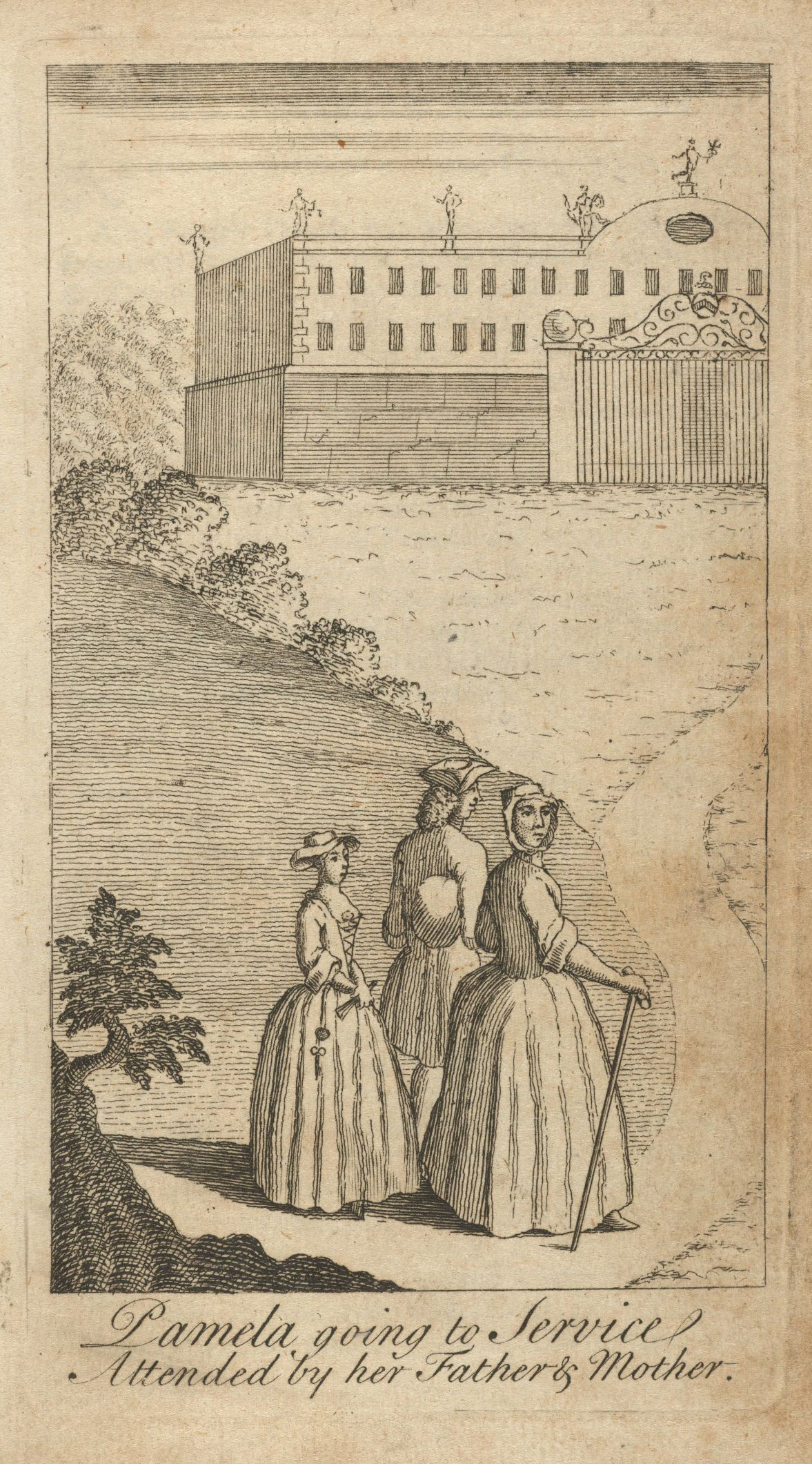
1741 edición

La novela de Richardson fue un inmediato éxito editorial. Se leía tanto individualmente como en grupo. Por ejemplo, un aprendiz podía comprarla o tomarla prestada y leerla en alto a otros mientras estaban trabajando. También era un ejemplo citado en los sermones. Incluso se ilustraron abanicos y jarras, entre otros objetos, con temas de Pamela. Pronto se tradujo a otros idiomas. Al español se vertió en 1794, con el título de Pamela Andrews, ó la virtud recompensada.
Su popularidad se debió a la efectiva técnica de revelar la historia directamente en primera persona, a través de las cartas y el diario; a su naturaleza moral y al lenguaje sencillo y asequible. La novela resultó muy atractiva para la ascendente clase media.
Esto llevó a un debate público sobre su mensaje y su estilo. Muchos lectores contemporáneos quedaron sorprendidos por las escenas más gráficas, percibiendo licenciosidad en ellas, y por algunos comportamientos bastante discutibles de los personajes; fácilmente podía considerarse a Pamela, por ejemplo, como una intrigante joven intentando ascender socialmente mediante el matrimonio con un joven noble.
Richardson respondió a varias de las críticas revisando la novela para cada edición; incluso creó un “grupo de lectura” de mujeres que lo aconsejaran. Algunos de sus cambios más significativos fueron alteraciones en el vocabulario de Pamela. En la primera edición es la de una doncella de clase baja, pero en ediciones posteriores, Richardson la dotó de un habla de clase media eliminando los modismos de clase de baja. De esta manera, hizo que su matrimonio con el señor B. resultara menos escandaloso puesto que parecía que ella era su igual en educación.

## Parodias
Pamela inspiró muchas parodias, siendo las más conocidas las escritas por Henry Fielding: Shamela (1741), publicada anónimamente en la misma forma epistolar, presenta a Shamela (parodia de Pamela) como una intrigante trepadora; y Joseph Andrews (1742), que expone la hipocresía sexual de Pamela manteniendo la trama pero cambiando el sexo de sus protagonistas: Joseph, el casto hermano de Pamela, se esfuerza por proteger su virtud de las insinuaciones de Lady Booby.